# سامانه ماهواره‌ای ملی هند

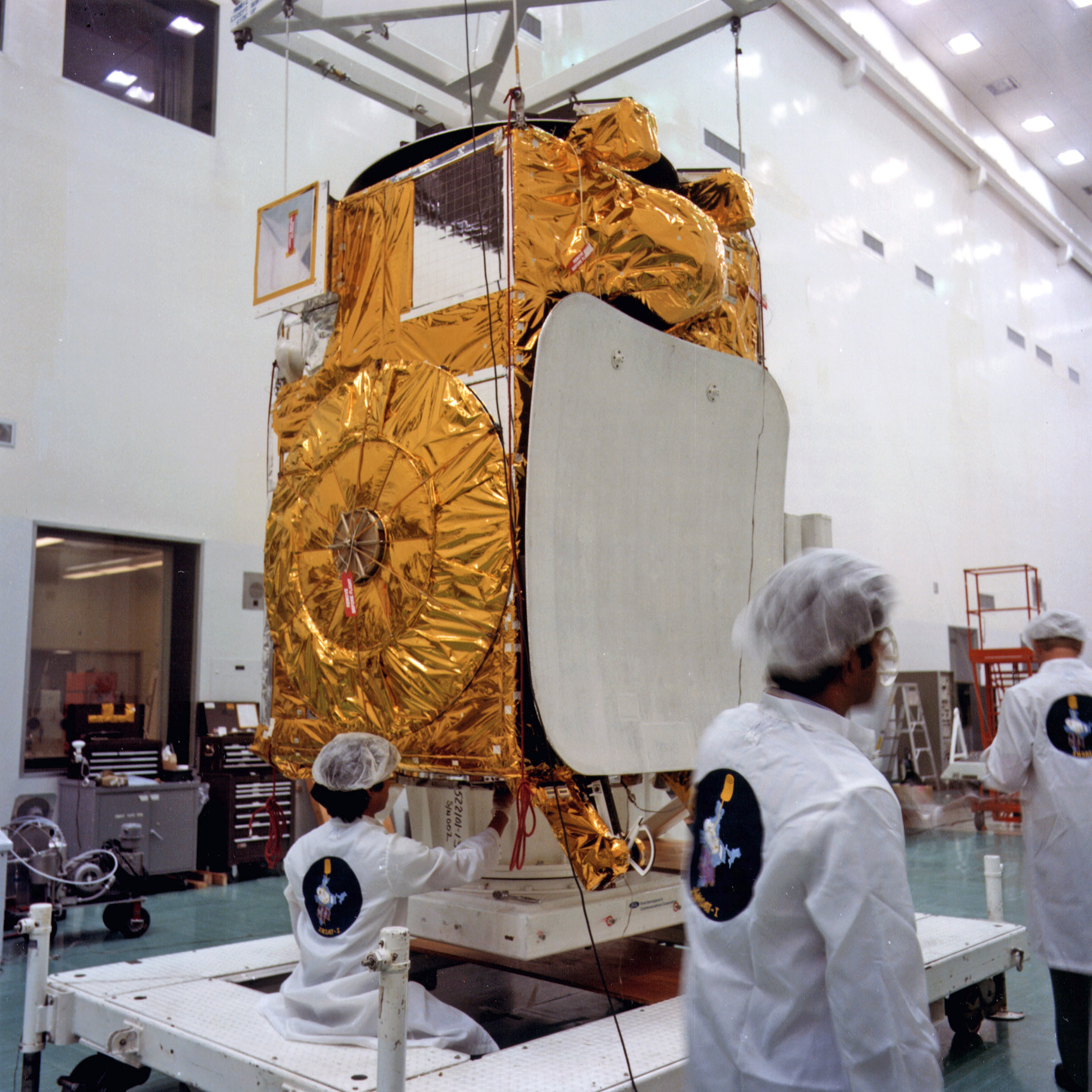
ماهوارهٔ اینست-۱بی

سامانهٔ ماهواره‌ای ملی هند (انگلیسی: Indian National Satellite System) که به اختصار اینست (INSAT) نامیده می‌شود، مجموعه‌ای ماهواره‌ای چندمنظوره با مدار زمین‌ثابت است که توسط سازمان تحقیقات فضایی هند با اهداف مخابراتی، هواشناسی و عملیات امداد و نجات در مدار قرار گرفته است. این سامانه که در سال ۱۹۸۳ راه‌اندازی شده، بزرگ‌ترین سامانهٔ ارتباطی داخلی در منطقهٔ آسیا-اقیانوسیه به‌شمار می‌رود.
ماهواره‌های اینست دارای ترانسپوندر در باندهای مختلف (باند سی، باند اس و باند کی‌یو) به منظور پاسخ‌گویی به نیازهای مخابراتی و تلویزیونی هند است. همچنین برخی از این ماهواره‌ها دارای رادیومتر با وضوح بسیار بالا (VHRR)، دوربین‌های مجهز به دستگاه بارجفت‌شده (CCD) به منظور تصویربرداری هواشناسی هستند.